# حمزه‌نامه

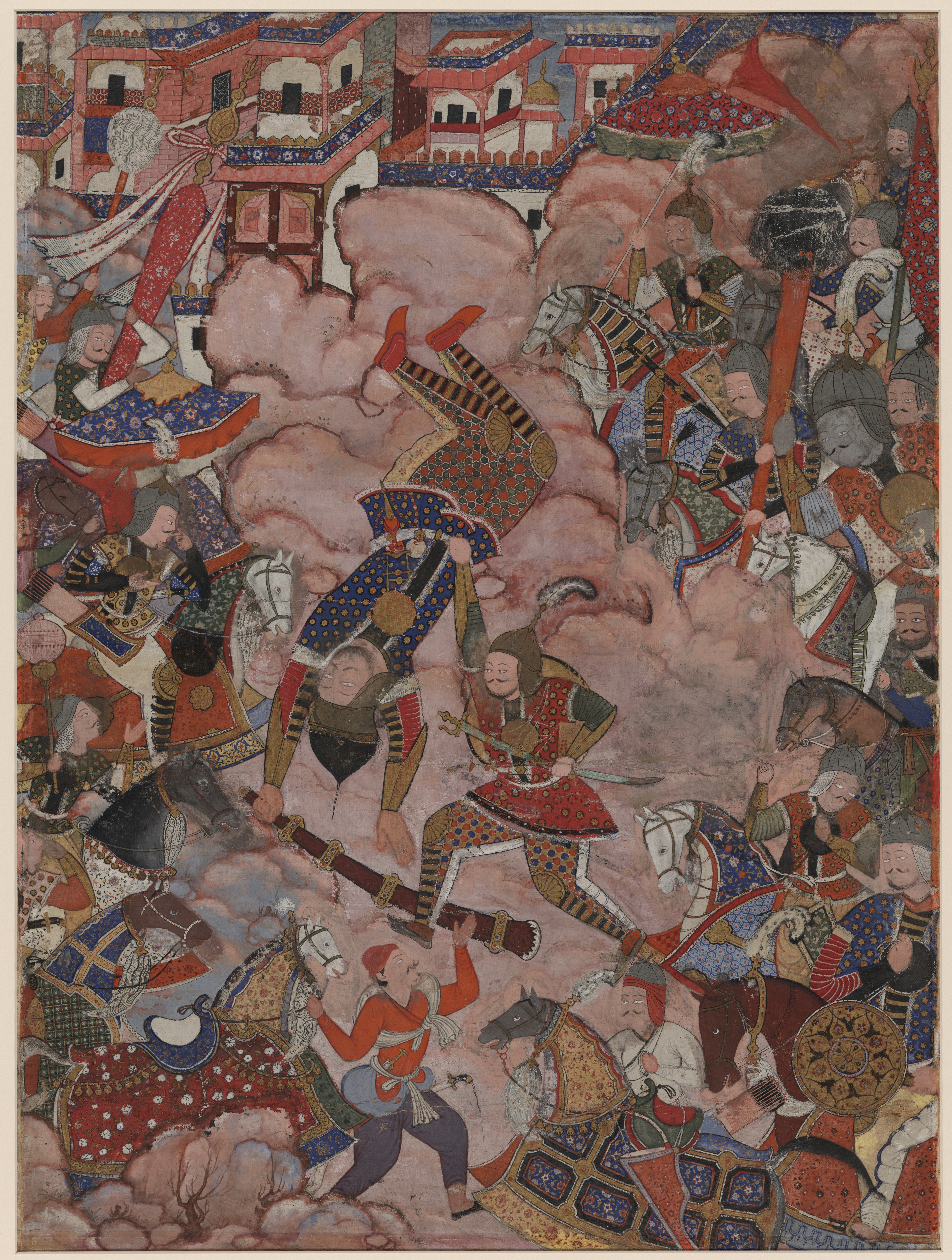
نقاشی‌ای از حمزه‌نامه، دفتر ۷ شماره ۳۸ که جنگ مازندران را به تصویر کشیده است.

حمزه‌نامه مجموعه داستان مصور فارسی است در میان عوام تصور می‌شده موضوع آن دلاوری‌ها و قهرمانی‌های حمزه عموی محمد بن عبدالله است. کتاب حمزه‌نامه داستان‌هایی دارد که در آنها جز نام حمزه عموی محمد چیز دیگری از آن با وی مطابقت ندارد.

## ویژگی‌های کتاب
نویسندهٔ حمزه‌نامه مشخص نیست. برخی گفته‌اند نگارش این داستان به قرن پانزدهم میلادی بازمی‌گردد. ویژگی اصلی کتاب حمزه‌نامه مصور بودن آن است که مکتب نگارگری ویژه‌ای دارد. این اثر در دربار مغولان هند تألیف شده و داستان‌هایی دارد که جز نام آن‌ها چیزی دیگرش با حمزه عموی پیامبر اسلام مطابقت ندارد. نقاشی‌های این کتاب چهره‌هایی مغولی و هندی دارند و حتی شخصیت‌هایی مانند انوشیروان و بزرگ‌مهر نیز با ظاهری مغولی ترسیم شده‌اند. شخصیت‌پردازی حمزه در این داستان مرکب از دو شخصیت تاریخی است. یکی انوشیروان ساسانی و دیگری حمزة بن عبدالله که در قرن دوم و سوم هجری در سیستان می‌زیسته و قیام‌هایی علیه هارون الرشید داشته است. حمزه در داستان حمزه نامه داماد انوشیروان ساسانی است و مهرنگار دختر انوشیروان را در نکاح خود دارد و فرزندانی بنام قباد و ابراهیم و علمشاه و بدیع الزمان از وی دارد. دشمن قسم خورده او زمردشاه پادشاه مشرق زمین است و هرکدام از دو طرف در نبرد عیارانی دارند که دلاورند و با هم می‌جنگند. برخی از این عیاران زن‌اند و مهم‌ترین چهرهٔ عیار حمزه‌نامه خوش‌خرام است که زنی عیار است و در رشادت کم از مردان نیست. برای نگارش این اثر بیش از یکصد نقاش و صحاف و خطاط به دربار اکبرشاه رفتند که بیشتر ایرانی بودند از این رو شباهت زیادی بین مینیاتورهای این داستان و مینیاتورهای ایرانی عصر صفوی وجود دارد. امروزه از حمزه نامه بیش از ۱۵۲ قطعه هنری باقی مانده که در موزه ملی وین و نیز در کشورهای آلمان، ایالات متحده و هندوستان نگهداری می‌شوند. این اثر در دوران گذشته به زبان‌های عربی، ترکی، گرجی و اردو نیز ترجمه شده بود.